# 夢幻泡影 (アルバム)
『夢幻泡影』（むげんほうよう）は、陰陽座の5枚目のオリジナルアルバム。2004年3月3日にキングレコードから発売された。

## 概要
タイトルの「夢幻泡影」はもののはかなさを表す言葉の喩え。

## 収録曲
1. 夢幻（むげん） [2:34]
作詞・作曲：瞬火
  - ほぼインストだが、僅かながら歌詞がある。
2. 邪魅の抱擁（じゃみのほうよう） [3:52]
作詞・作曲：瞬火
  - 黒猫と瞬火のツインボーカルだが、サビでは各々異なる歌詞を唄っている。
3. 睡（ねむり） [4:54]
作詞・作曲：瞬火
  - 6thシングルの表題曲。
4. 鼓動（こどう） [4:20]
作詞：瞬火、作曲：狩姦
  - 6thシングルのカップリング。
5. 舞頸（まいくび） [4:18]
作詞・作曲：瞬火）
6. 輪入道（わにゅうどう） [6:18]
作詞：瞬火、作曲：招鬼
7. 煙々羅（えんえんら） [5:33]
作詞・作曲：瞬火
8. 涅槃忍法帖（ねはんにんぽうちょう） [6:33]
作詞・作曲：瞬火
9. 夢虫（ゆめむし） [4:59]
作詞・作曲：黒猫
10. 河童をどり [4:01]
作詞・作曲：瞬火

## クレジット
- エグゼクティブプロデューサー：重松英俊（キングレコード）
- ディレクター：遠藤潤（キングレコード）
- アーティスト＆マーケティングプロモーター：大河内秀紀（キングレコード）
- レコーディング & ミキシング・エンジニア：増田晋（キング関口台スタジオ）
- アシスタントエンジニア：吉越晋治（キング関口台スタジオ）
- マスタリングエンジニア：安藤明（キング関口台スタジオ）
- レコーディング＆ミックス＆マスタリング：キング関口台スタジオ
- アートワーク＆デザイン＆DTPオペレート：瞬火（陰陽座）
- デザインコーディネイター：押切有梨子（キングレコード）
- フォトグラファー：野波浩（Studio No・ah）
- ヘア＆メイク：内田百合香
- コスチュームデザイン：A.S.H
- アーティストマネージメント：GLANZ